# 크로우 2
《크로우 2 - 천사의 도시》(The Crow: City Of Angels)는 미국에서 제작된 팀 포프 감독의 1996년 액션, 판타지, 스릴러 영화이다. 벵상 뻬레 등이 주연으로 출연하였고 제프 모스트 등이 제작에 참여하였다.

## 출연

### 주연
- 벵상 뻬레

### 조연
- 미아 커쉬너
- 리차드 브룩스

## 기타
- 공동제작: 마이클 플린
- 협력프로듀서: 제프 코너
- 협력프로듀서: 그레고리 G. 우츠
- 미술: 알렉스 맥도웰
- 의상: 커스튼 에버버그
- 배역: 로라 케네디